# 10. huzarski polk (Avstro-Ogrska)
Za druge 10. polke glejte 10. polk.
10. huzarski polk je bil konjeniški polk avstro-ogrske skupne vojske.

## Zgodovina
Polk je bil ustanovljen leta 1741. 

### Prva svetovna vojna
Polkovna narodnostna sestava leta 1914 je bila: 97% Madžarov in 3% drugih.
Polkovne enote so bile garnizirane v Budimpešti.

## Poveljniki polka
- 1859: Leopold von Edelsheim[5]
- 1865: Coloman Hunyady de Kéthely[6]
- 1879: Joseph Gabriányi[7]
- 1908: Ludwig Koch[8]
- 1914: Koloman Markovits[9]